# Lycium cuneatum
Lycium cuneatum är en potatisväxtart som beskrevs av Carl Lebrecht Udo Dammer. Lycium cuneatum ingår i släktet bocktörnen, och familjen potatisväxter. Inga underarter finns listade i Catalogue of Life.